# 343587 Mamuna
343587 Mamuna è un asteroide della fascia principale. Scoperto nel 2010, presenta un'orbita caratterizzata da un semiasse maggiore pari a 2,7259112 UA e da un'eccentricità di 0,1301282, inclinata di 26,88927° rispetto all'eclittica.